# Campeonato Mundial de Atletismo Sub-20 de 2018 - 1500 m feminino
A prova dos 1500 metros feminino do Campeonato Mundial de Atletismo Sub-20 de 2018 ocorreu entre os dias 13 e 15 de julho no Estádio de Tampere  em Tampere, na Finlândia. 

## Recordes
Antes desta competição, os recordes mundiais e do campeonato nesta prova eram os seguintes:
|     | Nome           | Nacionalidade | Tempo   | Local     | Data                  |
| --- | -------------- | ------------- | ------- | --------- | --------------------- |
| WJR | Lang Yinglai   | China         | 3:51.34 | Xangai    | 18 de outubro de 1997 |
| CR  | Faith Kipyegon | Quênia        | 4:04.96 | Barcelona | 15 de julho de 2012   |
| WJL | Alemaz Teshale | Etiópia       | 4:01.78 | Doha      | 4 de maio de 2018     |

## Medalhistas
| Ouro                | Prata               | Bronze              |
| Alemaz Samuel (ETH) | Miriam Cherop (KEN) | Delia Sclabas (CHE) |

## Cronograma
Todos os horários são locais (UTC+2).
| Data        | Hora  | Evento  |
| ----------- | ----- | ------- |
| 13 de julho | 11:20 | Bateria |
| 15 de julho | 14:15 | Final   |

## Resultados

### Bateria
Qualificação: Os 4 primeiros de cada bateria (Q) e os 4 tempos mais rápidos (q). 
| Posição | Bateria | Atleta             | Nacionalidade  | Tempo   | Notas           |
| ------- | ------- | ------------------ | -------------- | ------- | --------------- |
| 1       | 2       | Dinke Firdisa      | Etiópia        | 4:16.85 | Q               |
| 2       | 2       | Edina Jebitok      | Quénia         | 4:17.07 | Q               |
| 3       | 2       | Katrina Robinson   | Nova Zelândia  | 4:17.93 | Q               |
| 4       | 2       | Delia Sclabas      | Suíça          | 4:18.01 | Q               |
| 5       | 2       | Jocelyn Chau       | Canadá         | 4:18.29 | q               |
| 6       | 2       | Caitlyn Collier    | Estados Unidos | 4:18.40 | q,              |
| 7       | 2       | Francesca Brint    | Grã-Bretanha   | 4:18.58 | q,              |
| 8       | 1       | Alemaz Samuel      | Etiópia        | 4:18.88 | Q               |
| 9       | 2       | Ririka Hironaka    | Japão          | 4:19.03 | q               |
| 10      | 1       | Miriam Cherop      | Quénia         | 4:19.05 | Q               |
| 11      | 1       | Erin Wallace       | Grã-Bretanha   | 4:21.60 | Q               |
| 12      | 1       | Mariana Machado    | Portugal       | 4:21.68 | Q               |
| 13      | 1       | Gaia Sabbatini     | Itália         | 4:22.50 |                 |
| 14      | 2       | Elisa Palmero      | Itália         | 4:23.06 | Recorde pessoal |
| 15      | 1       | Taryn O'Neill      | Canadá         | 4:23.38 |                 |
| 16      | 2       | Patrícia Silva     | Portugal       | 4:24.57 |                 |
| 17      | 2       | Abbey Caldwell     | Austrália      | 4:24.65 |                 |
| 18      | 1       | Sarah Eckel        | Austrália      | 4:24.90 |                 |
| 19      | 1       | Klara Lukan        | Eslovénia      | 4:26.43 |                 |
| 20      | 1       | Meryeme Azrour     | Marrocos       | 4:26.43 |                 |
| 21      | 2       | Sophie Søefeldt    | Dinamarca      | 4:26.70 |                 |
| 22      | 1       | Anna Mark Helwigh  | Dinamarca      | 4:26.84 |                 |
| 23      | 1       | Rachel McArthur    | Estados Unidos | 4:28.72 |                 |
| 24      | 1       | Lena Kieffer       | Luxemburgo     | 4:28.84 |                 |
| 25      | 2       | Mathilde Deswaef   | Bélgica        | 4:30.31 |                 |
| 26      | 1       | Viktoriya Kovba    | Ucrânia        | 4:30.38 |                 |
| 27      | 1       | Águeda Muñoz       | Espanha        | 4:30.63 |                 |
| 28      | 1       | Belinda Chemutai   | Uganda         | 4:35.51 |                 |
|         | 2       | Durga Pramod Deore | Índia          | DNF     |                 |
|         | 2       | Silviya Georgieva  | Bulgária       | DNS     |                 |

### Final
A prova final foi realizada no dia 15 de julho às 14:15. 
| Posição           | Atleta           | Nacionalidade  | Tempo   | Notas |
| ----------------- | ---------------- | -------------- | ------- | ----- |
| Medalha de ouro   | Alemaz Samuel    | Etiópia        | 4:09.67 |       |
| Medalha de prata  | Miriam Cherop    | Quénia         | 4:10.73 |       |
| Medalha de bronze | Delia Sclabas    | Suíça          | 4:11.98 |       |
| 4                 | Mariana Machado  | Portugal       | 4:14.93 |       |
| 5                 | Edina Jebitok    | Quénia         | 4:15.17 |       |
| 6                 | Dinke Firdisa    | Etiópia        | 4:17.42 |       |
| 7                 | Erin Wallace     | Grã-Bretanha   | 4:17.61 |       |
| 8                 | Katrina Robinson | Nova Zelândia  | 4:18.53 |       |
| 9                 | Jocelyn Chau     | Canadá         | 4:18.56 |       |
| 10                | Francesca Brint  | Grã-Bretanha   | 4:18.87 |       |
| 11                | Ririka Hironaka  | Japão          | 4:21.31 |       |
| 12                | Caitlyn Collier  | Estados Unidos | 4:26.61 |       |

Legenda
| Recorde mundial       | Recorde mundial (World record)               |                       | Recorde africano                      | Recorde africano (African) |                                           | Q | Classificado por posição (Qualified) |
| Recorde do campeonato | Recorde do campeonato (Championship record)  | Recorde da América    | Recorde da América (Americas)         | q                          | Classificado por melhor tempo (Qualified) |   |                                      |
| Melhor marca do ano   | Melhor marca do ano (World leading)          | Recorde asiático      | Recorde asiático (Asian)              | DNS                        | Não largou (Did not start)                |   |                                      |
| Recorde nacional      | Recorde nacional (National record)           | Recorde europeu       | Recorde europeu (European)            | DNF                        | Não terminou (Did not finish)             |   |                                      |
| Recorde pessoal       | Recorde pessoal do atleta (Personal best)    | Recorde da Oceania    | Recorde da Oceania (Oceania)          | DSQ / DQ                   | Desclassificado (Disqualified)            |   |                                      |
| Recorde da temporada  | Recorde da temporada do atleta (Season best) | Recorde sul-americano | Recorde sul-americano (South America) | NM                         | Sem marca (No mark)                       |   |                                      |